# Nur eine Tänzerin
Nur eine Tänzerin ist ein in schwarzweiß gedrehter deutsch/schwedischer Stummfilm von Olof Molander aus dem Jahr 1926. Der junge Hans Albers hatte in dem Film einen seiner frühen Auftritte als Restaurantgast.

## Produktion
Der Film entstand als Koproduktion der Berliner Wengeroff-Film GmbH und der Stockholmer Isepa AB. Der Film wurde im Format 35 mm (1:1.33) gedreht und hatte eine Laufzeit von 90 Minuten. Die Filmbauten wurden von Franz Schroedter gestaltet. Die Kinomusik wurde von Otto Stenzel komponiert.

## Handlung
Der Film basiert auf der Geschichte Pierre und Jean von Guy de Maupassant.

## Veröffentlichung
Die Uraufführung des Films fand am 4. November 1926 in Berlin statt. Am 7. März 1927 war die schwedische Premiere in Stockholm. In Der Folgezeit wurde er in Schweden auch unter dem Alternativtitel Två bröder aufgeführt.